# Schloss Le Plessis-Bourré

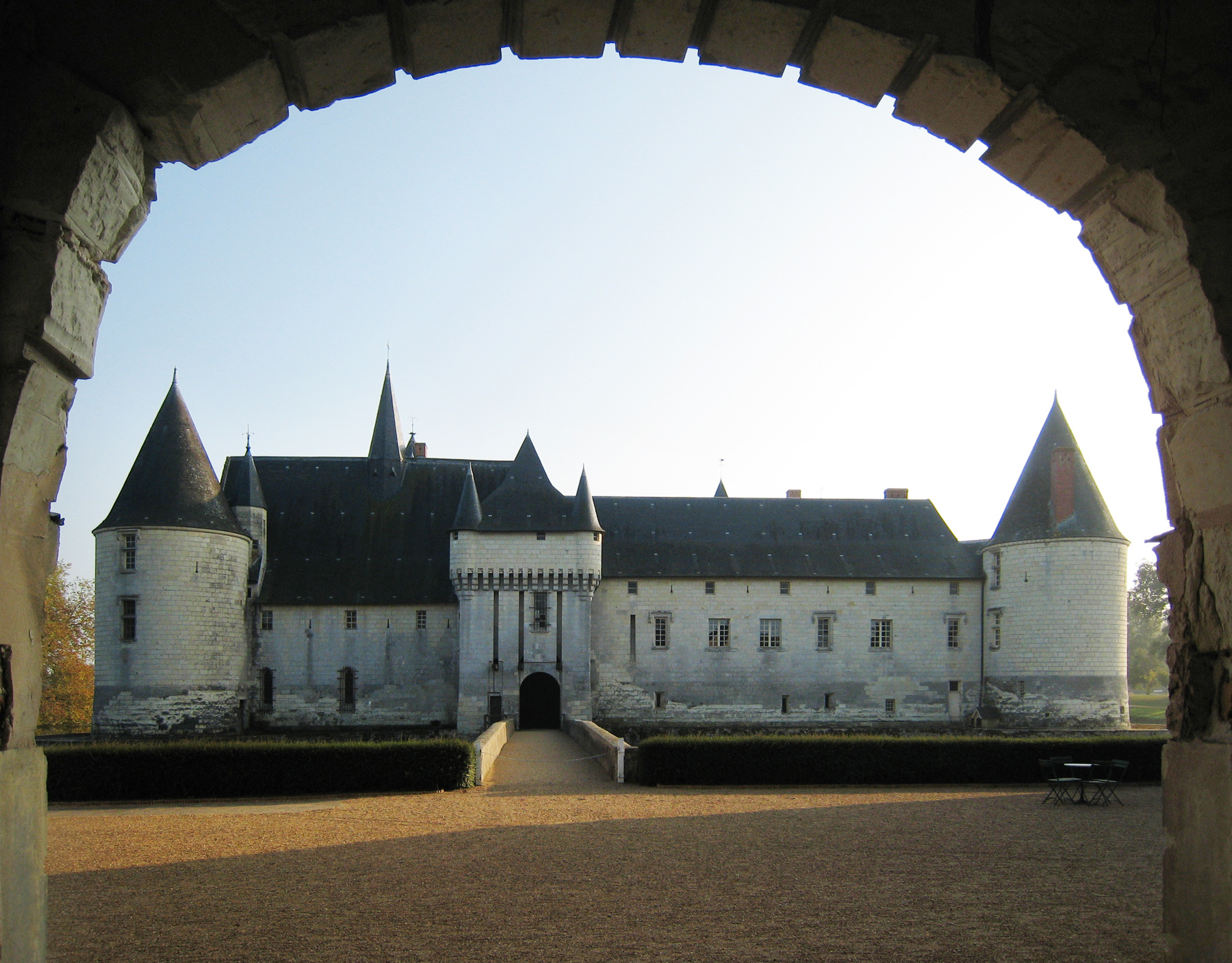
Schloss Le Plessis-Bourré – Zugangsseite mit Eingangsbau

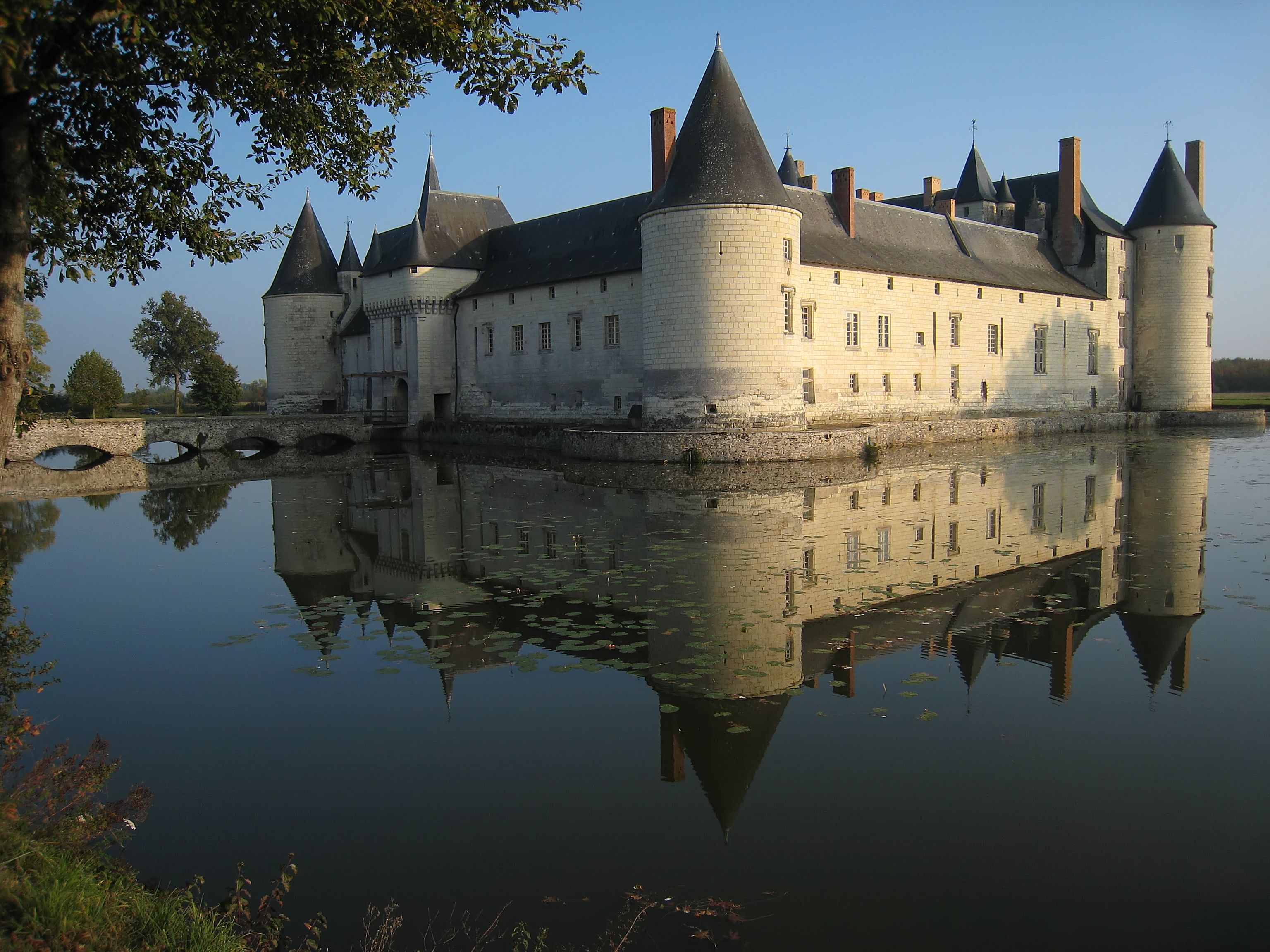
Schloss Le Plessis-Bourré – Festung mit Steinbrücke über den Wassergraben

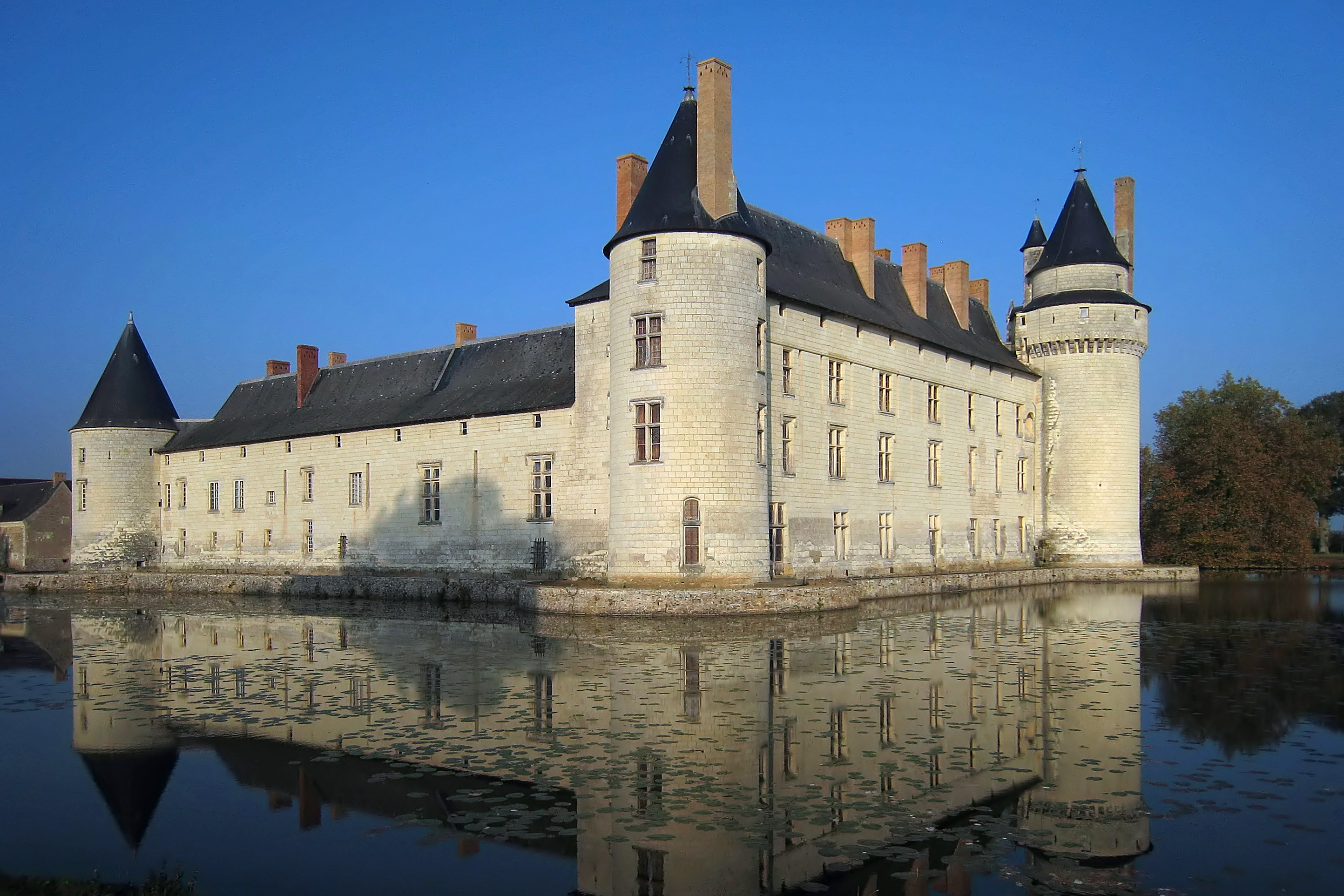
Schloss Le Plessis-Bourré – Rückseitige Front des Hauptflügels mit Donjon

Das Schloss Le Plessis-Bourré befindet sich nahe der französischen Ortschaft Écuillé, 15 Kilometer nördlich der Stadt Angers, im Département Maine-et-Loire. Die feudale Wohnstätte wurde im ausgehenden Mittelalter innerhalb von fünf Jahren fertiggestellt und präsentiert sich dem Besucher von heute praktisch unverändert.

## Festung des Spätmittelalters
Der Bauherr war Jean Bourré, der zu der Zeit als Geheimer Rat und Schatzmeister unter Ludwigs XI. diente und auch noch unter Karl VIII. und Ludwig XII. bis zu seinem Tode 1506 Sekretär der Finanzen war. Er hatte von 1465 bis 1467 schon Schloss Langeais errichten lassen. 1462 erwarb er das Lehnsgut Plessis-le-Vent im Anjou, der Region seiner Herkunft, und begann 1468 mit seinem eigenen Wohnsitz. Dank seines Reichtums gingen die Bauarbeiten zügig voran, so dass er bereits 1473 einziehen konnte.
Von außen mutet das Schloss wie eine Festung an. Das auf rechteckigem Grundriss vierflügelig mit runden Ecktürmen errichtete Bauwerk ist von einem breitflächigen Grabenviereck umgeben. Der stärkste und mit 44 Metern höchste Turm ist der Donjon, dessen Gestaltung mit Wehrgang und zurückspringendem Obergeschoss sich an die Türme von Schloss Langeais anlehnt. Eine drei Meter breite Plattform rund um das Schloss diente im Verteidigungsfalle dem Aufstellen der Artillerie.

## Feudale Wohnstätte
Vom Wirtschaftshof aus dem 17. Jahrhundert führt eine 43 Meter lange Steinbrücke über den Wassergraben zum Eingangsbau des Schlosses, der mit einer doppelten Zugbrücke und durch Pechnasen gesichert ist. Eingangsflügel und Seitenflügel wurden in der Höhe reduziert, so dass der dreigeschossige rückwärtige Teil als Hauptflügel dominiert. Lukarnen und polygonale Treppentürme setzen zusätzliche Akzente. Die Frau von Jean Bourré, Marguerite de Feschal, soll an der Einrichtung und Ausschmückung von Plessis aktiv beteiligt gewesen sein.
Im Inneren sticht vor allem der Große Salon Ludwigs XV. heraus, dessen feingeschnitzte Wandtäfelung mit Blütenmotiven geschmückt ist. Der Parlamentsaal mit seiner ursprünglichen Fußbodenverplattung, der als Speisesaal für feierliche Anlässe diente, wird von einem flachen Rippengewölbe überspannt; Hauptausstattungsstück ist sein mächtiger Kamin.
Bedeutendster Raum des Schlosses ist der Gardensaal in der ersten Etage mit einer in Frankreich einzigartigen bemalten Holzdecke. 24 beiderseits des Mittelbalkens angeordnete Bildfelder enthalten Tierdarstellungen mit bestimmtem symbolischen Sinn sowie figürliche Darstellungen zusammen mit Sprichwörtern, satirischen Texten sowie lustigen und gewagten Versen.